# Ursula Mommens
Ursula Frances Elinor Mommens (20 augustus 1908 – 30 januari 2010) was een Brits keramist. Ze studeerde aan de Royal College of Art en werkte later met Michael Cardew samen in Winchcombe Pottery en Wenford Bridge Pottery.
Mommens was de dochter van Bernard Darwin en de etser Elinor Monsell. Haar broer was Robert Vere Darwin. Ze was een achterkleindochter van Charles Darwin en achter-achter-achterkleindochter van de pottenbakker Josiah Wedgwood.
Ze trouwde eerste met Julian Trevelyen: hun zoon was de filmmaker Philip Trevelyan. Haar tweede man was Norman Mommens.
Mommens leefde en werkte in South Heighton East Sussex en maakte hout en steengoed. Ze werd 101 jaar oud.